# Hyperkonvexe Kurve
In der Mathematik sind hyperkonvexe Kurven gewisse Kurven im projektiven Raum, die unter anderem in der Darstellungstheorie von Flächengruppen von Bedeutung sind.

## Hyperkonvexe Kurven im projektiven Raum
Sei {\displaystyle n\in \mathbb {N} }. Der projektive Raum {\displaystyle \mathbb {R} P^{n-1}=P(\mathbb {R} ^{n})} ist der Raum aller 1-dimensionalen Unterräume des {\displaystyle \mathbb {R} ^{n}}. Eine geschlossene Kurve
{\displaystyle \gamma :S^{1}\rightarrow P(\mathbb {R} ^{n})}
heißt hyperkonvex, wenn für jedes {\displaystyle n}-Tupel {\displaystyle (x_{1},\ldots ,x_{n})} paarweise unterschiedlicher Punkte gilt:
{\displaystyle \mathbb {R} ^{n}=\gamma (x_{1})\oplus \ldots \oplus \gamma (x_{n})},
mit anderen Worten: wenn kein {\displaystyle \gamma (x_{i})} in der linearen Hülle der {\displaystyle \gamma (x_{j}),j\not =i} enthalten ist.

## Frenet-Kurven
Eine hyperkonvexe Kurve {\displaystyle \gamma :S^{1}\rightarrow P(\mathbb {R} ^{n})} heißt Frenet-Kurve, wenn es eine Familie {\displaystyle (\gamma ^{1},\ldots ,\gamma ^{n-1})} von Abbildungen
{\displaystyle \gamma ^{p}:S^{1}\rightarrow Gr(p,n)}
in die Grassmann-Mannigfaltigkeit {\displaystyle Gr(p,n)} gibt, so dass
- {\displaystyle \gamma ^{1}=\gamma }
- für {\displaystyle l_{1}+\ldots +l_{r}\leq n} und alle {\displaystyle r}-Tupel {\displaystyle (x_{1},\ldots ,x_{r})} paarweise unterschiedlicher Punkte ist {\displaystyle \gamma ^{l_{1}}(x_{1})+\ldots +\gamma ^{l_{r}}(x_{r})} eine direkte Summe
- für {\displaystyle l_{1}+\ldots +l_{r}\leq n} und für jede gegen {\displaystyle (x,\ldots ,x)} konvergierende Folge {\displaystyle (X_{i})_{i\in N}} von r-Tupeln paarweise unterschiedlicher Punkte {\displaystyle X_{i}=(x_{1,i},\ldots ,x_{r,i})} ist {\displaystyle \lim _{i\to \infty }\bigoplus _{s=1}^{r}\gamma ^{l_{s}}(x_{s,i})=\gamma ^{l_{1}+\ldots +l_{r}}(x)}.

Man beachte, dass die {\displaystyle \gamma ^{p}} durch {\displaystyle \gamma } eindeutig bestimmt sind. Falls {\displaystyle \gamma \colon S^{1}\to \mathbb {R} ^{n}} beliebig oft differenzierbar ist, dann ist {\displaystyle \gamma ^{p}(x)} der von {\displaystyle \gamma (x),\gamma ^{\prime }(x),\gamma ^{\prime \prime }(x),\ldots ,\gamma ^{(p-1)}(x)} aufgespannte Unterraum, der Begriff stimmt also mit dem in der Differentialgeometrie gebräuchlichen Begriff einer Frenet-Kurve überein.

## Hitchin-Komponente
Die Hitchin-Komponente ist eine Zusammenhangskomponente der Darstellungsvarietät einer Flächengruppe {\displaystyle \pi _{1}S} in {\displaystyle PSL(n,\mathbb {R} )}, siehe Höhere Teichmüller-Theorie, die von Hitchin ursprünglich mit Hilfe von Higgs-Bündeln beschrieben wurde. Einer geometrischen Untersuchung zugänglich wird die Hitchin-Komponente durch folgenden Satz von Labourie:
Wenn eine Darstellung {\displaystyle \rho :\pi _{1}S\rightarrow PSL(n,\mathbb {R} )} einer Flächengruppe zur Hitchin-Komponente gehört, dann gibt es eine hyperkonvexe Frenet-Kurve
{\displaystyle \gamma :S^{1}=\partial _{\infty }\pi _{1}S\rightarrow P(\mathbb {R} ^{n})},
die {\displaystyle \rho }-äquivariant bzgl. der kanonischen Wirkung von {\displaystyle \pi _{1}S} auf ihrem Rand im Unendlichen {\displaystyle \partial _{\infty }\pi _{1}S=S^{1}} und von {\displaystyle PSL(n,\mathbb {R} )} auf {\displaystyle P(\mathbb {R} ^{n})} ist. Man kann zeigen, dass jede äquivariante hyperkonvexe Kurve eine Frenet-Kurve ist. (Labourie)
Darstellungen, für die eine äquivariante hyperkonvexe Kurve existiert, werden als hyperkonvexe Darstellungen bezeichnet.
Es gilt auch die Umkehrung: Wenn eine Darstellung hyperkonvex ist, dann gehört sie zur Hitchin-Komponente. (Guichard)